# 繞著地球跑 (壹電視)
《繞著地球跑》（英語：RUNNING NEWS）是臺灣的一個綜合性節目，於壹電視新聞台（以下簡稱「壹新聞」）播出。2014年1月1日起，壹新聞於當地時間每周一至每周五下午九時至十一時播出。主持人是邱沁宜，並配合新聞帶、圖卡輔助來呈現新聞，並與來賓共同主持。2014年4月8日起，因太陽花學運的關係，結束此節目，改以《人民作主誰敢不服》接替原時段。2014年10月10日起，改在《壹早報》以單元方式播出。

## 主持人
- 2014年1月1日-至今，邱沁宜

### 代班主持人
- 2014年2月20日-2014年2月28日，張心宇代班主持
- 2014年3月3日，叢慧芸代班主持

## 節目特性
本節目以「新聞、財經、國際、知性、談話」多面向的討論議題為出發點，並主打「國際脈動、未來趨勢、第壹手報導、LIVE呈現」，並分為以下幾個單元。

### WorldWide
節目一開始，會先有60秒的重點新聞摘要，內容主要是今日的台灣頭條焦點以及國際的重要大事。

### 地球新鮮事
節目中會有網友或是觀眾最感興趣的「TOP5精選新聞」。

### MAGIC NUMBER
沿用之前壹線財經中的單元，讓觀眾以簡單易懂的數字，來剖析國際間重要的財經資訊。

### 網路特搜
類似之前壹電視整點新聞中主播NEWS ON LINE、News Of The World的單元，以網路新奇的影片、照片、文章來作為新聞。

### 鄉民問卦
邀請來賓於節目中共同討論在批踢踢（PTT）鄉民在八卦版(Gossiping)的熱門話題，或是熱門的時事議題。並開放網友於電視下方跑馬燈留言，並在討論時同步播送。亦曾經短暫開放觀眾朋友CALL IN發表看法，或是從PTT節錄出網友發言，整理成「鄉民問卦 今晚最辣」。該單元播出時間視節目而定，1月1日至3月7日，約在22時15分或22時30分起。3月10日起，提前到9點整節目開頭即播出。

## 節目列表
下表的主題部分，僅列出「鄉民問卦」單元的標題。
| 集數 | 播放日期      | 主題 | 來賓                                 | 備註                               |
| ---- | ------------- | --- | ------------------------------------ | ---------------------------------- |
| 1    | 2014年1月1日  | 基隆黃小鴨驚爆 劉香慈口誤風波 | 待查                                 | 節目開播                           |
| 2    | 2014年1月2日  | 台團併天團 八卦兄弟象 好色輸輸去 | 陳奐宇                               |                                    |
| 3    | 2014年1月3日  | 大埔案逆轉！挽不回人命 終還遲來正義！大埔3年2冤魂                                                                                       | 李明芝、朱學恒、陳奐宇               |                                    |
| 4    | 2014年1月6日  | 吳憶樺吻記者被推爆 「真」是禮貌？ 真的差很大！ 「南部弄假牙」卡省錢                                                                     | 張智洋、黃田瑩、陳奐宇               |                                    |
| 5    | 2014年1月7日  | 智慧手錶燒燙燙開箱 3C達人獨家秀！ 當科技穿戴上身 下一個消失的產品？                                                                     | JIM、黃田瑩、陳奐宇、詹凌瑀          |                                    |
| 6    | 2014年1月8日  | 78年次人生勝利組 正妹刺青師來了！ 恩琦苦練素描兩年 畫工栩栩如生                                                                         | 恩琦、陳奐宇                         |                                    |
| 7    | 2014年1月9日  | 「eTag不爽裝」 印刷男獨家現身 eTag狂出包！政府擺爛?遠通拿翹?                                                                            | 何志偉、孫先生、蕭吉男               |                                    |
| 8    | 2014年1月10日 | 校長都喊窮! 學費調漲你贊成嗎？ 老闆總想省 低成本思維真能拚經濟？                                                                        | 侯漢君、蕭吉男、陳奐宇               |                                    |
| 9    | 2014年1月13日 | 嗆「想退就退」 徐旭東吃定全民?! 徐式風格經典語錄 你聽得下去嗎？                                                                         | 何志偉、余莓莓、陳奐宇               |                                    |
| 10   | 2014年1月14日 | 正妹都懷抱星夢! 想紅有那麼容易嗎? 要努力還要有機緣 娛樂圈靠貴人運                                                                       | 廖芷晴、吳文婉、陳奐宇               |                                    |
| 11   | 2014年1月15日 | 「應酬部長」葉匡時 商界關係扯不清? 一再包庇遠通! 我們政府怎麼了? eTag百億商機 遠通說虧38億?                                             | 羅淑蕾、余莓莓、陳奐宇               |                                    |
| 12   | 2014年1月16日 | 實價變虛價 房價捏造機率大增? 實登問題多 遞延報價難反映現實 三環三線等不到? 捷運房價夢一場?                                              | 黃偉哲、汪潔民、Sway                 |                                    |
| 13   | 2014年1月17日 | 應酬多了總會出事! 部長眼淚為何流? 神祕小故宮 「昇恆昌」老闆可不簡單 就要與眾不同 政商要去神秘招待所                                     | 蔡煌瑯、蔡玉真、邱明玉               |                                    |
| 14   | 2014年1月20日 | 「琪馬戀」母欽點? 豪門媳婦的條件? 不景氣入豪門? 黃金男.鑽石女在哪?                                                                      | 何志偉、江中博、陳奐宇               |                                    |
| 15   | 2014年1月21日 | 8℃急凍冰風暴! 全民抗寒大作戰 宅宅也能大變身 設計師教你冬季時尚                                                                          | 林國基、陳奐宇、何先生               |                                    |
| 16   | 2014年1月22日 | 魯蛇vs.溫拿 回家過年壓力好大啊! 地雷問題連環爆 農曆過年令人怕!                                                                          | 李光輝、賴建豪、陳奐宇               |                                    |
| 17   | 2014年1月23日 | 富豪海外避稅 政府查不到還是放水? 中國太子黨 「錢」坤大挪移? 拒當窮忙族! 小資男女想節稅有妙招                                            | 羅友三、朱岳中、錢達                 |                                    |
| 18   | 2014年1月24日 | 網路串聯大會師 全民向eTag說不 日罰50萬沒進度 高公局說說而已? 亞泥破壞赤柯山 深度報導遭總編擋                                            | 何志偉、龔懷主、邱明玉、蕭吉男       |                                    |
| 19   | 2014年1月27日 | 黑心建商五大奧步 建商銷售話術多 | 陳明義、汪潔民、Sway                 |                                    |
| 20   | 2014年1月28日 | 大稻埕文藝復興 文創經濟救台灣?! 文化.觀光注入新血 大稻埕繁榮再現 融合傳統與文創 大稻埕成文青新寵                                        | 何志偉、小鳥、陳延昶                 |                                    |
| 21   | 2014年1月29日 | 年假六天 出遊特搜私房路線 春節假期出門擺脫宅氣 春節出遊好心情 好吃好玩伴手禮                                                            | 馬繼康、PAUL、費奇                   |                                    |
| 22   | 2014年2月5日  | 收費站拆了有幫助? 春節國道照樣塞 國道一塞10小時! 馬耍嘴皮扯「經濟」 投資股市看這裡! 專家「明牌」報你知                                  | 何志偉、郭海培、阮慕驊               |                                    |
| 23   | 2014年2月6日  | 命理師看選戰 蔡依珊.廖婉如最旺夫 裡外都得顧 「第一夫人」好難當 「柯大砲夫妻檔」 陳佩琪辣個性不輸夫                                      | 蔡上機、廖苑利、潘建志               |                                    |
| 24   | 2014年2月7日  | 民進黨嘸人?! 蔡英文傳將再戰主席 急甩官二代! 連勝文:我是創業第一代 不靠政黨對決! 素人柯P對決連勝文                                       | 徐佳青、潘建志、邱明玉               |                                    |
| 25   | 2014年2月10日 | 柯P選市長！ 震撼彈攪亂藍綠陣營 敢說直言！ 柯文哲經典語錄多 馬玩臉書是假的？ 開粉絲頁成趨勢                                              | 何志偉、邱明玉、潘建志               |                                    |
| 26   | 2014年2月11日 | 怎麼玩都行! 大陸情色行業極樂內幕 | 潘建志、PAUL、江中博                 |                                    |
| 27   | 2014年2月12日 | 大屯山地牛翻身 轟然巨響嚇壞人 全城毀滅?!如火山噴發 台北怎麼辦 火山爆發.強震隱憂 台北房市準備跌?!                                        | 李富城、何志偉、江中博               |                                    |
| 28   | 2014年2月13日 | 酒外銷酒款 驚爆含塑化劑 馬英九「錯覺說」 台灣勞工不慘？ 22K不慘？ 上班族時薪比工讀低                                                    | 何志偉、潘建志、江中博               |                                    |
| 29   | 2014年2月17日 | 暴紅!「來自星星的你」 韓劇成功之道 成功不是偶然 韓流明星的養成計畫! 置入限制多 台灣節目成本格局難放大                                   | 張齡予、姜育花、蔡增家               |                                    |
| 30   | 2014年2月18日 | 「老外鄉民」網暴紅 郝毅博現身說法 人氣變錢潮 老外抓得住鄉民的心 亞洲妹自動靠過來？ 老外確實吃香                                         | 郝毅博、張齡予                       |                                    |
| 31   | 2014年2月19日 | 大學退場第一槍 高鳳學院三月停辦 少子化招不到學生 大學該何去何從? 失去夢想的這一代 未來希望在哪裡?                                       | 謝捷晃(電連)、徐永明、邱明玉、李兆立 |                                    |
| 32   | 2014年2月20日 | 四小龍不再! 台灣未來何去何從? 赴星當台勞! 「薪」酸逼青年出走 政府須有培育計畫 阻止人才外流                                              | 徐少蘋、李大華、盧俊偉、江中博、     | 代班主持人：張心宇                 |
| 33   | 2014年2月21日 | PO文.刪文都被告 「網路訟棍」爭議 凱道欲封? 元首維安重於行的自由? 「市長給問嗎」 選戰開打網路也發燒                                      | 林祖儀、潘建志、黃帝穎               | 代班主持人：張心宇                 |
| 34   | 2014年2月24日 | 女大生之死! 謀財害命共犯設局? 嫌犯死不認罪 檢警如何突破心防? 情變找法師? 女大生為何一再犯傻?                                            | 陳柏運、謝松善、江中博               | 代班主持人：張心宇                 |
| 35   | 2014年2月25日 | 門檻高.門太小 到王品用餐很有障礙! 廁所不用無障礙? 王品回應:會改進! 跟友人借錢白手起家? 戴董其實富二代!                                  | 何志偉、翁玉鈴、潘建志、邱明玉       | 代班主持人：張心宇                 |
| 36   | 2014年2月26日 | 民調最高的部長! 李鴻源為何被拔官？ 溫良恭儉讓的江揆 對李鴻源超無情？ 戶政系統炒了李 江宜樺自己免負責？                                  | 黃偉哲、邱明玉、黃田瑩               | 代班主持人：張心宇                 |
| 37   | 2014年2月27日 | 揮別10主播台！ 詹慶齡今最後一夜 針砭時政慘被告 名嘴訴說交手經驗 大陸派殺手 刺殺香港「明報」前總編？                                     | 馮光遠、邱明玉、黃國昌               | 代班主持人：張心宇                 |
| 38   | 2014年2月28日 | 就是要省錢！ 「廉航」成新趨勢 慎選！網站找旅伴 小心選到大魔王 出國前做功課 多爬文找資料                                                 | 許少蘋、943、邱明玉                  | 代班主持人：張心宇                 |
| 39   | 2014年3月3日  | 惡搞「說愛」廣告 「這群人」網路暴紅 網路暴紅怎運作? 創意發想大公開! 素人想變大明星 選夢想還是選麵包?                                    | 尼克、董芷涵                         | 代班主持人：叢慧芸                 |
| 40   | 2014年3月4日  | 戰鼓催落起! 俄國真會攻打烏克蘭? 打不過的俄國?! 烏克蘭該何去何從? 國族認同與分裂 俄烏成兩岸借鏡?!                                        | 吳志中、邱明玉、施孝瑋               |                                    |
| 41   | 2014年3月5日  | 高官「脫北」親信遭清算 北韓瀕潰敗? 兩韓統一有望? 朴槿惠設直屬機構 兩韓若統一 中國將加速對台統戰?                                        | 吳志中、施孝瑋、蔣伯勛               |                                    |
| 42   | 2014年3月6日  | 搖晃畫面網瘋傳 江淑娜究竟怎麼了 信眾不乏高學歷 妙禪的魅力何在? 信仰與沉迷之間 宗教正道如何分辨?                                         | 潘建志、邱明玉、江中博               |                                    |
| 43   | 2014年3月7日  | 知識份子也信仰! 新興宗教的魅力? 新興宗教崛起迅速 背後綿密行銷學? 教主「神蹟」真假? 相信就是力量?                                        | 林本炫、潘建志、邱明玉               |                                    |
| 44   | 2014年3月10日 | 失去訊號.沒有殘骸 馬航客機在哪? 雷達真的掃不到? 馬國.越南隱瞞真相? 偷護照登機 2亞洲面孔疑似恐怖分子? 憑空消失的馬航 盼239人生還奇蹟     | 吾爾開希、李天鐸、饒天強、江中博     | 「鄉民問卦」單元時間拉長為60分鐘。 |
| 45   | 2014年3月11日 | 陸勞大舉攻台? 台灣勞工剉著等? 服貿協議若過關 如何影響產業? 救經濟特效藥? 服貿協議快快好? 18年抗爭路 關廠工人心酸誰人知                  | 陳滿屏、賴中強、江中博               |                                    |
| 46   | 2014年3月12日 | M型台灣!有錢吃高檔 窮挨餓受凍 一個台灣兩個世界 物價漲官員無感?! 油.電.原物料頻漲 良心業者苦撐! 讓人滿足的感動店家 私房大推薦            | 黃順珍、何志偉、宋東彬、江中博       |                                    |
| 47   | 2014年3月13日 | 離奇失蹤進入第6天 馬航究竟在哪? 馬航謎蹤 濟公預測「機頭7日內浮出」? 棺材蓋重達百斤 活人被關宛如謀殺?! 升官發財不穢氣 「棺材」也有好兆頭 | 閻駿、周映君、孟廣宬、江中博         |                                    |
| 48   | 2014年3月14日 | 物價飆漲! 官不知民間苦? 馬見外賓超瞎口誤 官員尷尬難緩頰 多年抗爭一夕潰堤! 王家自廢武功 文林苑王家輸 影響未來都更案走向?                 | 何志偉、徐永明、邱明玉、黃帝穎       |                                    |
| 49   | 2014年3月17日 | 蓋達預謀重演911 劫馬航撞雙子星? 變來變去的官方說法 馬國在瞞什麼? 沒雷達的印度洋! 亞洲空防重大缺口? 馬航遇「劫」被駭? 恐全球首宗         | 閻駿、施孝瑋、邱明玉、江中博         |                                    |
| 50   | 2014年3月18日 | 啃老族?草莓族? 台灣競爭力在哪? 不願面對的真相 各行各業都薪酸? 學生衝進議場 霸占主席台「審服貿」 現代版孟母! 為教育「島內移民」          | 徐佳青、黃帝穎、江中博               |                                    |

停播日期：
- 2014年3月19日至4月11日因播映318學潮．人民作主誰敢不服 特別報導停播18次。

## 註解
| 壹電視新聞台 星期一至星期五21:00－23:00 | 壹電視新聞台 星期一至星期五21:00－23:00      | 壹電視新聞台 星期一至星期五21:00－23:00 |
| --- | -------------------------------------------- | --------------------------------------- |
| | 繞著地球跑 （2014.01.01 - 2014.04.10）       |                                         |
| 台客狂饗曲（21:00 - 21:30） （2013年9月25日 - 2013年12月31日） 台灣壹百種味道（21:30 - 22:00） （2013年9月25日 - 2013年12月31日） 壹夜新聞（22:00 - 23:00） （2013年5月23日 - 2013年12月31日） | 人民作主誰敢不服 （2014.04.10 - 2014.08.03） |                                         |